# Baszileusz
Baszileusznak (görögül: Βασιλεύς vagy Βασίλειος) nevezték az ókori görög világban a mükénéi uralkodók, a wanaxok bukása után fölemelkedett faluközösségi vezetőket (a mükénéi forrásokban quasireu), a görög sötét kortól kezdve királyokat. Az ókori görög források így nevezték a spártai és perzsa uralkodókat, és a hellénisztikus királyokat is. Athénban az egyik arkhón neve volt (arkhón baszileusz), akinek rituális funkciója megőrizte a királyok főpapi előjogait. Számos poliszban szakrális bírói funkciót betöltő főhivatalnok volt. Drakón törvényében a baszileuszok egyfajta vizsgálóbírói jogkört töltöttek be.
A bizánci időszakban Hérakleiosz császár reformjait követően a bizánci uralkodót (császárt) is baszileusznak, baszileiosznak nevezték, noha már nem így ejtették. A bizánci görög nyelvben végbemenő változások miatt "Vaszilevsz"-nek ejtették, ebben a formában került át a szláv nyelvekbe.